# Crónica de un desayuno
Crónica de un desayuno es una película mexicana de 1999, dirigida por Benjamín Cann. La película está protagonizada por Bruno Bichir y María Rojo.

## Argumento
La historia se construye a horas tempranas (en la mañana) con diversos personajes y múltiples problemas. Aparece en escena un travesti (Eduardo Palomo) y un galán maduro que usa peluquín y es fanático de los trenes. Una pareja a punto de una tragedia. Una familia disfuncional que reside en la Ciudad de México. El padre «Pedro» (José Alonso), regresa con su familia «rara» después de haberlos dejado y sus hijos Blanca (Fabiana Perzabal), Teo (Miguel Santana) y Marcos se dan cuenta de que papá ha regresado y empiezan a desarrollar ideas diferentes (pero similares) sobre el significado del regreso de su padre. Blanca y Marcos están muy molestos por esto y Blanca llega a proponerle a Marcos que saque a su padre, hasta a golpes si es que es necesario. Minutos después Blanca decide abandonar el hogar y tras ordenar un taxi se retira de su casa antes de que mamá despierte. Mientras tanto, los vecinos de la familia están ocupados en sus propios líos.
Está basada en una obra de teatro.

## Reparto
- Odiseo Bichir como Roberto
- Eduardo Palomo como Juan
- José Alonso como Pedro
- Luis de Icaza como Voceador
- Miguel Santana como Teo
- Bruno Bichir como Marcos
- Angélica Aragón como Estela
- Fabiana Perzabal como Blanca
- Roberto Sosa como Chavo Pelo Rojo
- Claudette Maill como Eugenia
- Adriana Roel como Doña Lupe
- Héctor Bonilla como Ernesto
- Arcelia Ramírez como Yolanda
- María Rojo como Luz María
- Julieta Egurrola como Señora Fonda
- Vanessa Ciangherotti como Lupita
- Damián Alcázar como Taxista
- Hernan Del Riego como Cantante
- Jesús Ochoa como Voceador
- Salvador Sánchez como Pedro
- Susana Zabaleta Aparición especial (no acreditada)